# Nyitraborosznó
Nyitraborosznó (1899-ig Brusznó, szlovákul Brusno) Tormásborosznó része, 1960-ig önálló település Szlovákiában, a Trencséni kerület Privigyei járásában.

## Fekvése
Privigyétől 7 kilométerre keletre található. Tormásborosznónak a települést kettészelő pataktól délre fekvő részét képezi.

## Története
Nyitraborosznó 1244-től a bajmóci váruradalom része. 1430-ban „Brus” megnevezéssel találjuk. 1553-ban 10 portáig adózott. A 17. századtól lakói az uradalmi majorokban dolgoztak napszámosként és idénymunkásként. 1675-ben 138-an lakták. 1715-ben 14 háztartása volt. 1735-ben az egész falu leégett. 1773-ban „Brusno” néven szerepel a korabeli forrásokban. 1778-ban 246 lakos élt a településen.
A 18. század végén Vályi András így ír róla: „BRUSZNÓ. Tót falu Nyitra Vármegyében, földes Ura Gróf Pálfy Uraság, fekszik Chremotznak szomszédságában, mellynek filiája, hegyes helyen, Privigyétöl fél mértföldnyire, réttyei első osztálybéliek, ’s mind a’ két féle fája elég van, legelője tágas, malma helyben; de mivel szőlö hegye nintsen, és földgyei szorossak, harmadik Osztálybéli.”
1828-ban 33 házában 232 lakos élt.
Fényes Elek 1851-ben kiadott geográfiai szótárában így ír a faluról: „Brusznó, tót falu, Nyitra vármegyében, Chrenócz filial. 232 kath. lak. F. u. gr. Pálffy Ferencz.”
Borovszky Samu monográfiasorozatának Nyitra vármegyét tárgyaló része szerint: „Brusznó, kis tót falu, a handlovai völgyben. Lakosainak száma 387, vallásuk r. kath. Posta- és táviró állomása Privigye-Bajmócz. A XV. század elején a bajmóczi vár tartozéka volt. A községet az idők folyamán többször pusztította el a tűz. Lakosainak nagy része mint napszámos, a megyén kívül keresi kenyerét. Földesurai a Pálffy grófok voltak.”
1910-ben 536, túlnyomórészt szlovák lakosa volt. 1919-ig Magyarországhoz, Nyitra vármegye Privigyei járásához tartozott.
1960 után a Nyitratormás és Nyitraborosznó egyesülésével létrejött Tormásborosznó településrésze lett.

## Lásd még
- Tormásborosznó
- Nyitratormás